# あんぜんパトロール
『あんぜんパトロール』は、NHK教育テレビジョンで1986年4月9日から1993年3月16日まで放送されていた小学校低学年・中学年向けの学校放送（教科：安全教育）である。

## 概要
隊長とパトパトバード(頭にヘルメットを被ったアヒルのぬいぐるみ)が各地の小学校を訪ね、日常に潜む様々な危険について啓蒙する。隊長は「失敗ばかりしているドジな道化役」と設定されており、うっかり「悪い例」をやってしまい児童やパトパトバードにたしなめられ反省するのが番組の基本パターンとなっている。危険な場面の再現シーンでは児童数人が演技をし、台詞も喋る。
扱うテーマは交通安全の割合が多いが、川や山での遭難、誘拐などの不審者への対応、火の用心、校舎内での怪我防止など子どもが遭遇する可能性のある危険を広く扱っている。

## 放送時間
いずれも日本標準時、別の時間帯での再放送あり。
| 期間                         | 放送時間             |
| ---------------------------- | -------------------- |
| 1986年4月9日 - 1990年3月14日 | 水曜日 11:15 - 11:30 |
| 1990年4月3日 - 1992年3月10日 | 火曜日 10:15 - 10:30 |
| 1992年4月7日 - 1993年3月16日 | 火曜日 11:30 - 11:45 |

## 出演者

### 隊長
- 林家こぶ平（1986年 - 1988年）[3][4]
- 松村明（1988年 - 1993年）[5]

### パトパトバード
- 声 - 中尾隆聖（1986年 - 1988年）
- 声 - 鈴木みえ（1988年 - 1993年）

## 放送リスト

### 1986年度
| 回 | タイトル             | 初回放送日     |
| -- | -------------------- | -------------- |
| 1  | チカチカとまれ       | 1986年04月09日 |
| 2  | あそびばみつけた     | 1986年04月23日 |
| 3  | まって!いまいくよ    | 1986年05月14日 |
| 4  | げんきにあそぼう     | 1986年05月28日 |
| 5  | あめのふるひ         | 1986年06月11日 |
| 6  | あしたてんきになーれ | 1986年06月25日 |
| 7  | みずあそび           | 1986年07月09日 |
| 8  | はしれじてんしゃ     | 1986年09月03日 |
| 9  | こんなのできた       | 1986年09月17日 |
| 10 | もうすぐうんどうかい | 1986年10月01日 |
| 11 | うれしいえんそく     | 1986年10月15日 |
| 12 | くらくなっちゃった   | 1986年10月29日 |
| 13 | ぼくのブランコ       | 1986年11月12日 |
| 14 | バスにのって         | 1986年11月26日 |
| 15 | あわてないでね       | 1986年12月10日 |
| 16 | こおっちゃった       | 1987年01月14日 |
| 17 | おふろですってん     | 1987年01月28日 |
| 18 | あぶないよ           | 1987年02月14日 |
| 19 | こまったなあ         | 1987年02月25日 |
| 20 | がんばれあんぜんたい | 1987年03月11日 |

### 1987年度
| 回 | タイトル               | 初回放送日     |
| -- | ---------------------- | -------------- |
| 1  | おはよう!              | 1987年04月08日 |
| 2  | わーい、やすみじかんだ | 1987年05月02日 |
| 3  | とびだしちゅうい       | 1987年05月13日 |
| 4  | へっちゃら へっちゃら  | 1987年05月27日 |
| 5  | てるてるぼうず         | 1987年06月10日 |
| 6  | だいじょうぶ           | 1987年06月24日 |
| 7  | やっとおよげた         | 1987年07月08日 |
| 8  | あわてないでね         | 1987年09月02日 |
| 9  | むこうにいこう         | 1987年09月16日 |
| 10 | こうさくだいすき       | 1987年09月30日 |
| 11 | どんぐりみつけた       | 1987年10月14日 |
| 12 | きかないブレーキ       | 1987年10月28日 |
| 13 | いっしょにあそぼう     | 1987年11月11日 |
| 14 | のりおりちゅうい       | 1987年11月25日 |
| 15 | きえたかな             | 1987年12月09日 |
| 16 | すべってころりん       | 1988年01月13日 |
| 17 | あっちっち!            | 1988年01月27日 |
| 18 | くるまからみえない     | 1988年02月10日 |
| 19 | たのしいクラスかい     | 1988年02月24日 |
| 20 | がんばれあんぜんたい   | 1988年03月09日 |

### 1988年度
| 回 | タイトル                       | 初回放送日     |
| -- | ------------------------------ | -------------- |
| 1  | おはよう、さよなら             | 1988年04月06日 |
| 2  | おいかけっこ                   | 1988年04月20日 |
| 3  | びっくり どっきり              | 1988年05月11日 |
| 4  | みんなあつまれ                 | 1988年05月25日 |
| 5  | あまだれポツポツ               | 1988年06月08日 |
| 6  | はいっちゃだめ                 | 1988年06月22日 |
| 7  | すってんドボン                 | 1988年07月06日 |
| 8  | おちついてあわてずに           | 1988年08月31日 |
| 9  | とまらないよ                   | 1988年09月14日 |
| 10 | たのしいハイキング             | 1988年09月28日 |
| 11 | きったり、さいたり、けずったり | 1988年10月12日 |
| 12 | とびでたボール                 | 1988年10月26日 |
| 13 | のりものだいすき               | 1988年11月09日 |
| 14 | まてよへんだな                 | 1988年11月26日 |
| 15 | たきびパチパチ                 | 1988年12月07日 |
| 16 | こおってツルン                 | 1989年01月11日 |
| 17 | いってて!                      | 1989年01月25日 |
| 18 | くるまからみえない             | 1989年02月08日 |
| 19 | みんなでかざろう               | 1989年02月22日 |
| 20 | がんばれあんぜんたい           | 1989年03月07日 |

### 1989年度
| 回 | タイトル             | 初回放送日     |
| -- | -------------------- | -------------- |
| 1  | きょうからがっこう   | 1989年04月05日 |
| 2  | ともだちできたぞ     | 1989年04月19日 |
| 3  | むこうにわたろう     | 1989年05月10日 |
| 4  | わいわい がやがや    | 1989年05月24日 |
| 5  | そこはあぶない       | 1989年06月07日 |
| 6  | あめがざあざあ       | 1989年06月21日 |
| 7  | ざぶん どぼん        | 1989年07月05日 |
| 8  | そのときどうする     | 1989年08月30日 |
| 9  | みんなでつくろう     | 1989年09月13日 |
| 10 | じてんしゃすいすい   | 1989年09月27日 |
| 11 | のやまをかける       | 1989年10月11日 |
| 12 | とびだしストップ     | 1989年10月25日 |
| 13 | のりものだいすき     | 1989年11月08日 |
| 14 | どうすればいいの     | 1989年11月22日 |
| 15 | ひのようじん         | 1989年12月06日 |
| 16 | すってんころりん     | 1990年01月10日 |
| 17 | やかんがちんちん     | 1990年01月24日 |
| 18 | くるまにちゅうい     | 1990年02月07日 |
| 19 | どうもありがとう     | 1990年02月21日 |
| 20 | がんばれあんぜんたい | 1990年03月07日 |

### 1990年度
| 回 | タイトル             | 初回放送日     |
| -- | -------------------- | -------------- |
| 1  | おはよう げんき      | 1990年04月03日 |
| 2  | うっかり どっきり    | 1990年04月17日 |
| 3  | よくみてわたろう     | 1990年05月08日 |
| 4  | わりこみ だめ        | 1990年05月22日 |
| 5  | ボールころころ       | 1990年06月05日 |
| 6  | あまだれポツポツ     | 1990年06月19日 |
| 7  | とびこみちゅうい     | 1990年07月03日 |
| 8  | あわてずにおちついて | 1990年08月28日 |
| 9  | みんなでつくろう     | 1990年09月11日 |
| 10 | ちりんちりん         | 1990年09月25日 |
| 11 | わーい、のはらだ     | 1990年10月09日 |
| 12 | はいっちゃだめ       | 1990年10月23日 |
| 13 | のりおりちゅうい     | 1990年11月06日 |
| 14 | そのときどうする     | 1990年11月20日 |
| 15 | なにか におうぞ      | 1990年12月04日 |
| 16 | おっと あぶない      | 1991年01月08日 |
| 17 | だいじょうぶかな     | 1991年01月22日 |
| 18 | こおって すってん    | 1991年02月05日 |
| 19 | みんな いっしょに    | 1991年02月19日 |
| 20 | がんばれあんぜんたい | 1991年03月05日 |

### 1991年度
| 回 | タイトル              | 初回放送日     |
| -- | --------------------- | -------------- |
| 1  | きょうからがっこう    | 1991年04月09日 |
| 2  | げんきにあそぼう      | 1991年04月23日 |
| 3  | くるまにちゅうい      | 1991年05月07日 |
| 4  | よくみてわたろう      | 1991年05月21日 |
| 5  | みんなあつまれ        | 1991年06月04日 |
| 6  | あめがザアザア        | 1991年06月18日 |
| 7  | ざぶん たのしいな     | 1991年07月02日 |
| 8  | あわてないで          | 1991年08月27日 |
| 9  | みんなでつくろう      | 1991年09月10日 |
| 10 | じてんしゃ すいすい   | 1991年09月24日 |
| 11 | たのしい ハイキング   | 1991年10月08日 |
| 12 | とびだしやめて        | 1991年10月22日 |
| 13 | のりおりちゅうい      | 1991年11月05日 |
| 14 | そのときどうする      | 1991年11月19日 |
| 15 | みんなでひのようじん  | 1991年12月03日 |
| 16 | そこはあぶない        | 1992年01月07日 |
| 17 | かいだんから すってん | 1992年01月21日 |
| 18 | こおって すってん     | 1992年02月04日 |
| 19 | みんな にこにこ       | 1992年02月18日 |
| 20 | がんばれ あんぜんたい | 1992年03月04日 |

### 1992年度
| 回 | タイトル              | 放送日         |
| -- | --------------------- | -------------- |
| 1  | げんきにがっこう      | 1992年04月7日  |
| 2  | たのしいがっこう      | 1992年04月21日 |
| 3  | このみちわたろう      | 1992年05月09日 |
| 4  | どうしよう            | 1992年05月19日 |
| 5  | あしたてんきになーれ  | 1992年06月02日 |
| 6  | だいすきじてんしゃ    | 1992年06月16日 |
| 7  | みずあそびわーい      | 1992年06月30日 |
| 8  | あわてないでね        | 1992年09月01日 |
| 9  | とまらない とまれない | 1992年09月19日 |
| 10 | いっしょにいこう      | 1992年09月29日 |
| 11 | きけんな あそびば     | 1992年10月13日 |
| 12 | うっかり どっきり     | 1992年10月27日 |
| 13 | のりものだいすき      | 1992年11月10日 |
| 14 | もういちどよくみて    | 1992年11月24日 |
| 15 | はやくかえろう        | 1992年12月08日 |
| 16 | きけんはっけん        | 1993年01月12日 |
| 17 | くるまっていいな      | 1993年01月26日 |
| 18 | さむいね              | 1993年02月09日 |
| 19 | ちからをあわせて      | 1993年02月23日 |
| 20 | がんばれあんぜんたい  | 1993年03月02日 |

## 主題歌
- 作詞：東龍男 / 作曲：中村勝彦 / 編曲：中村勝彦 / 歌：ペリカンランプオーケストラ（泰葉、NHK東京児童合唱団）